# Шулаїв Михайло Мусійович
Миха́йло Мусі́йович Шула́й(-їв) (1889 — †?) — полковник Армії УНР.

## Життєпис
Народився в Києві. Закінчив Одеське військове училище в 1910 році, вийшов підпоручиком 176-го Переволочненського піхотного полку (Чернігів). Брав участь у першій світовій війні. Останнє військове звання в армії Російської імперії — капітан.
Навесні 1918 року — начальник губернського штабу військового комісара Центральної Ради на Чернігівщині, влітку-навесні 1918 року — інструктор Інструкторської школи старшин, начальник гомельського відділу охорони залізниць у Лівобережній Україні. Навесні-влітку 1919 року — начальник інструкторської школи підстаршин Залізнично-технічного корпусу (пізніше 9-ї Залізничної дивізії Дієвої армії УНР) Дієвої Армії УНР. Восени 1919 року начальник залоги м. Нова Ушиця. З жовтня 1919 року обіймав такі посади:
- помічник начальника 5-ї Селянської дивізії,
- начальник 12-ї Селянської дивізії,
- начальник 5-ї Селянської дивізії,
- помічник начальника Збірної Київської дивізії,
- комендант штабу Збірної Київської дивізії.

З квітня 1920 — командир 5-го (пізніше 4-го) Київського кінного полку Дієвої Армії УНР. Учасник Першого Зимового походу. З червня 1920 року — комендант штабу 4-ї Київської дивізії Армії УНР, з 18 серпня 1920 — помічник начальника Тилу Армії УНР. Доля після 1921 невідома.

## Вшанування пам'яті
28 травня 2011 року у мікрорайоні Оболонь було відкрито пам'ятник «Старшинам Армії УНР — уродженцям Києва». Пам'ятник являє собою збільшену копію ордена «Хрест Симона Петлюри». Більш ніж двометровий «Хрест Симона Петлюри» встановлений на постаменті, на якому з чотирьох сторін світу закріплені меморіальні дошки з іменами 34 старшин Армії УНР та Української Держави, які були уродженцями Києва (імена яких вдалося встановити історикам). Серед іншого вигравіруване й ім'я Михайла Шулаїва.